# AN/SPS-39
AN/SPS-39は、アメリカ合衆国のヒューズ社が開発した艦載用3次元レーダー。AN/SPS-26を元にした量産機であり、アメリカ海軍が初めて艦隊に配備した3次元レーダーでもあった。後に改良型のAN/SPS-52に発展した。

## 来歴
第二次世界大戦直後より、3次元レーダーと呼ばれる新しい原理のレーダーの開発が開始された。まず多重ビーム式のAN/SPS-2が開発されたものの、機構が複雑すぎたために試作のみに終わった。その後、画期的な電子走査方式として、ヒューズ社のヤルー氏によって、周波数走査（FRESCAN）と呼ばれる方式が開発された。これは発射電波の周波数を変えることで電波の位相を変え、電波ビームを指向するものであった。
これを受けて、垂直方向の走査にはFRESCAN方式、水平方向の走査にはアンテナの旋回による機械式を採用した実験機として、AN/SPS-26が試作された。これは1953年より陸上試験、1957年8月より「ノーフォーク」において洋上試験が開始された。そして信頼性を向上した実用機として、1960年1月より海軍への引渡しが開始されたのが本機である。

## 設計
アンテナとしては、AN/SPS-26と同様の縦長のシリンドリカル・パラボラアンテナを利用している。ただしAN/SPS-26では電子的に安定化されていたのに対し、AN/SPS-39では測高レーダーから流用した機械的安定化機構が導入されている。また後にはMTI技術も採用されている。平均故障間隔（MTBF）は、1960年から1962年にかけての試験の際にはわずか14.2時間であったが、のちの改良によって、シリーズIIIの場合、「サンプソン」搭載機では43.2時間、「ガルベストン」搭載機では67.4時間とされていた。
後に海軍戦術情報システム（NTDS）とのインターフェースを導入したAN/SPS-42、さらに改良されたAN/SPS-52が開発された。なお、1963年より配備されたAN/SPS-39シリーズIIIでは、AN/SPS-52と同型のプレーナアレイ・アンテナが採用され、このために外見上ではAN/SPS-52と区別できなくなっている。シリーズIIIでは下記の3つの動作モードが存在した。
高データレート・モード
近接した目標を探知するためのもの。走査回数15 rpm、探知距離60海里、パルス幅2.5マイクロ秒。
高角モード
高高度の目標を探知するためのもの。走査回数7.5 rpm、探知距離160海里、パルス幅4.6マイクロ秒。
遠距離モード
遠距離の目標を探知するためのもの。走査回数7.5 rpm、探知距離245海里、パルス幅10マイクロ秒。

## 搭載艦
本機の搭載艦の多くは、後にシリーズIIIないしAN/SPS-42, 52へ更新している。
 アメリカ海軍
- キティホーク級航空母艦
- タロス搭載艦
  - ガルベストン級ミサイル巡洋艦
  - オールバニ級ミサイル巡洋艦
- テリア搭載艦
  - ファラガット級（クーンツ級）ミサイル駆逐艦
  - ボストン級ミサイル巡洋艦
  - プロビデンス級ミサイル巡洋艦
  - リーヒ級ミサイル巡洋艦
  - 原子力ミサイル巡洋艦「ベインブリッジ」
- ターター搭載艦
  - チャールズ・F・アダムズ級ミサイル駆逐艦
  - ブルーク級ミサイルフリゲート
  - ジョン・ポール・ジョーンズ級ミサイル駆逐艦
  - ミッチャー級駆逐艦

 オーストラリア海軍
- パース級駆逐艦

 ドイツ海軍
- リュッチェンス級駆逐艦

 フランス海軍
- シュルクーフ級駆逐艦防空型改装艦

 イタリア海軍
- アンドレア・ドーリア級巡洋艦
- 巡洋艦「ヴィットリオ・ヴェネト」
- 巡洋艦「ジュゼッペ・ガリバルディ」
- インパヴィド級駆逐艦

 海上自衛隊
- ミサイル護衛艦「あまつかぜ」

 オランダ海軍
- 巡洋艦「デ・ゼーヴェン・プロヴィンシェン」